# 折笠富美子
折笠 富美子（おりかさ ふみこ、1974年12月27日 - ）は、日本の声優、歌手、舞台女優。東京都江戸川区出身。アトミックモンキー所属。

## 略歴

### 生い立ち
1974年12月27日に東京都江戸川区で2人姉妹の次女として誕生。
3歳頃に子供音楽教室に通い始める。ただし、順番に指名されて発表しなくてはいけないことがとにかく嫌で、注目されるのが苦手であったという。小さい頃は音楽好きで、歌番組を見るのが好きだった。クラシックから始まり、高校生の頃はDREAMS COME TRUEも聴いていた。他に母が台所で料理をしながら聴いていたリチャード・クレイダーマンの演奏、姉のお下がりのビートルズのカセットテープも好きであった。その頃は内気で人見知りな子供だった。自分から「習い事をしたい」と言い出したところ通わせてくれたため、習字と英語教室、小学4、5年生の時にはそれに加えて水泳教室、さらに算数が苦手だったため塾といった具合に、習い事を多数していた。エレクトーンも習っており、音楽は得意だったが、子供の頃から人前が苦手だったため、リコーダーのテストなどは嫌いだったという。その頃の将来の夢はテレビドラマの影響で学校教師やデザイナーになろうと考え、教師の真似をして自分で出席簿を作ってみたり、デザイナーの真似をしてドレスの絵を多数描いて親に見せたりするなど、影響を受けやすいタイプであった。一方、当時は役者になりたいとは考えておらず、その役を役者が演じているところまで見えていなかったかもしれないという。「声優」という仕事を意識せず、作品の世界として見ていたことからアニメに関しても同じであった。
中学時代はエレクトーン以外の習い事は辞めていた。唯一音楽教室の延長線上で習っていたエレクトーンが続いていたこともあり、中学3年生の終わり頃、「鍵盤が弾ける」と友人に誘われて軽音楽部に所属していた。練習が嫌いであり、エレクトーンでは先生がお手本で弾いたものを譜面もちゃんと確認せずにノリで弾いたりして、指使いを間違えて注意されていた。バンドになると皆で演奏するため、ノリだけでは通用せず、軽音楽部では真面目に練習しており、皆との練習は楽しかったという。軽音楽部ではほとんどが初心者であったため、1曲完成するのにとても時間がかかっていたことから、基本的にはコピーであった。バンドではメンバーは全員が女の子で、当時人気のあった女性バンドのコピーは先輩がすでにしていたため、それと被らないように主に『ユニコーン』と『ビートルズ』の曲をコピーしていた。中学3年生の時、学園祭で初めてバンド演奏を発表していた。出演バンドは4組で、その時はたくさんの人物が見にきてくれたが、折笠は人に見られるのが苦手で、とても緊張していた。入っていたバンドのボーカルが、ライヴ活動が好きであったため、色々な意味でバンドを引っ張っていてくれた。バンド活動を通していずれはミュージシャンに、といった夢はそこまで考えていなかった。家庭の事情も少し複雑で、「将来のことは高校へ行ってから考えても遅くはないだろう」と思っていた。友人の中には明確な夢を持っている子もおり、バンドのボーカルなどは「将来歌手になる」と言っていたが、その頃の折笠は、役者になるとは思ったことすらなかった。当時はバンドブームだったため、ボーカルと一緒に、学校外で他校の友人とバンドを組んだりもしていた。そのバンド活動はリーダー的な人物がおり、その人物が「ライブをしよう」と声をかけると、友達ネットワークで30人くらい人物が集まった。皆で少しずつお金を出し合えば、1日くらいはライブハウスを借りることができるといった具合であったという。プロを目指す、というわけではなく、ただ楽しく続けていた。演奏そのものが「楽しい」というのもあったが、演奏をすることで、自分もバンドのメンバーも客も、「みんな一緒に楽しんでいる」というライブの雰囲気が好きだった。しかし、バンド活動をしている友人の中には、折笠よりはるかに演奏が上手い人物たちが多数おり、圧倒されてはいた。音楽仲間の中には、留学した人物や、実家の寺を継ぐと言っていた人物、音楽系に進んだ人物もいたが、役者はいなかった。しかし、大半の人物は大学進学を希望していたと語る。このことを「あの時友達が軽音部に誘ってくれなかったら、今の私はなかったかもしれません」と回想している。
中学、高校は女子校で、軽音楽部でキーボードを担当、また生徒会副会長を務めた。母子家庭で育ち、女手一つで姉妹を育てた母を見ていたため、大学への進学は考えていなかったという。「エレクトーンのブライダルプレイヤーになろうかと思ったが、『音楽じゃない別の形の表現』を」と思っていた。
高校時代は、友人とたくさん話をしており、部活をしていない時は、学校の屋上にあった談話室で話をしていたと言ってもいいくらいであったという。

### キャリア

#### 女優として
音楽の道に進むか迷っていた時に、三宅裕司主催の劇団スーパー・エキセントリック・シアター（以下SET）の募集を見かけて、「表現を学べる場」に進もうと高校2年生の頃にオーディションを受けて合格する。当時は親には内緒でオーディションに応募していたという。役者の世界は未知の世界であったが、「怖い」という感覚は全くなく、そこに進んでいくことが楽しくて仕方なかった。研究生として1年間学んだ後、卒業公演があり、そこで劇団員になれるかどうかの査定の時も「落ちても受かってもどちらでも」という気持ちであった。「落ちたとしてもまだ若いし、まだまだ勉強しなさいということだ」と思っていたため、「先がない」とは感じていなかった。家族に「劇団のオーディションを受ける」と伝えていた時は「人前が苦手なんじゃないの?」と驚かれていた。しかし、自分自身で道を切り開こうとしている折笠を応援してくれたという。研修生オーディションを受けた中では、折笠は最年少で周囲は大人ばかりであった上に、「体を動かせる服装で来てください」と言われて、「レオタードのお姉さん達がいる中で自分だけは学校指定のジャージのような状況だった」と振り返っている。特技披露も切り札がなかったので、「とりあえず歌います」と学園祭でソロを披露した事もあった『星に願いを』を英語で歌ったという。母は反対していた訳でなかったが、応援するというよりは無理だろうと思っていたようで、「こんなトロい子ができるわけない」と感じていたようで、何次にも渡るオーディションを受けて帰宅する度に、「ここまで来られたのだから、いいんじゃない」と慰められていたという。しかし難関を突破してオーディションに合格、さらに研究生に昇格。難関を通ったのは折笠が応募していた時期は、ちょうど三宅が「若い才能を見つけたい」と募集要項の年齢を下げたタイミングだったようで「偶然が好機になったからだ」と語り、オーディションに合格しても、自信はなかったが、逆に「何もないからこそ怖くなかった」という部分もあったかもしれないという。当初は興味本位で応募していたオーディションであったが、一次、二次、三次と審査が進むにつれ、途中から自分がレールに乗ったような気持ちになり、「乗ったのなら走ろう!」と思っており、折笠は合格した時は、驚いていたという。3年生からSETの第3期研究生として養成所に通う。昼間は高校、夜は、友人が塾に行くような時に、折笠は養成所に通い、周囲が受験一色になっていく中、折笠は筋トレをしているような毎日であったという。SET時代の同期に林希、那珂村たかこなどがいる。
レッスンに行ってみたところ、「こんなに体育会系なの?」と驚き、体力にも自信がなく、周囲からも「自転車乗れるの？」と言われてしまうくらい何もない、ゼロからのスタートであった。SET研究生時代はジャズダンス、バレエ、タップダンス、歌唱、演技のそれぞれの基礎、それとバク転などアクロバットと殺陣のレッスンなどを毎日こなす日々で、拳立て伏せもしていた。アクロバットでは体中痣だらけになり、次の日が殺陣の練習だったりしていたところ、筋肉痛できつかったという。年中痣を作っていたため、何も知らない人物たちは、折笠を見て「何やってんだコイツ」と思っていたかもしれないという。女子のため、「ここまででいいです」と多少は手加減してくれたが、そのお陰で精神と身体能力が鍛えられ、体育の成績が8から10に上がった。1年間、昼間は学校に行き、夕方からSETのレッスンを受けるという毎日を続けていた。両立は大変だったが、一緒に学ぶ仲間たちにも恵まれ、地方から上京してきた人物、演劇経験者、会社員などの演技経験のある人もない人も多数おり、刺激をたくさん受けていた。個性も年齢も皆バラバラであったが、とても仲が良かった。その中で、折笠は最年少であった。同期には、折笠のように何もかも初めてという人物は、あまりいなかった。バレエであれ、ダンスであれ、歌であれ、何かしら経験していた人物がほとんどで、それこそ「3歳からやっています」ような人物も少なくなかった。運動神経も並で、全て未経験な分、劣等生になってしまったが、一度も「それで辞めたい」と思ったことはなかった。日々色々吸収できる環境でチビッ子扱いされながらも、大人に混じり目標に向かって頑張ることがすごく楽しくて充実していたという。一番印象に残っていたのは自動販売機が喋るというコントの授業だった。折笠はその自販機を演じており、その時は段ボールをくり抜いてそこから顔だけ出していたが、楽しかったという。
高校卒業と同時に養成所の卒業公演の査定に合格し、1993年にSETの劇団員として所属する。その時、折笠たちは、卒業公演で劇団の女優が脚本を書いてくれた作品を上演していたが、折笠がWキャストの主人公のうちのひとりに選ばれて思うようにできなく、いっぱいいっぱい泣いていた。演出家の言っていることは理解できるが、表現できる術を持っていないことがジレンマであった。少しでも吸収したく、Wキャストの自分と同じ役を演じている人物のことはもちろんだが、演じている他の人物のことをよく見るようにしていた。
高校の卒業式の次の日が卒業公演2日前だったため、卒業式は泣いてる暇もなく、慌ただしい状況で、式の余韻も、友人とのお別れもそこそこに、「また連絡するね!」という感じであった。卒業公演で初めて『チケットぴあ』に折笠の名前が載っていたのを見て「私たちプロなんだ。お金をとるからには下手なことは出来ない」と今までにないくらいの身の引き締まる思いがしており、2003年のインタビューでもあの時の緊張感は忘れていないという。その公演を無事に終えて、「やっと本当に卒業式を迎えた」という気がしていたという。折笠は合格で、劇団員の合否発表が郵送で送られた時は驚いたものの、「ここからさらに高い階段が続いているのだろう」と覚悟はしていた。母は折笠に「頑張らなきゃね」と気軽に言ってくれたが、内心は「うちの子にやっていけるかしら」ととても心配していたようであった。
入所した時には30名ほどいた同期も、1年間のレッスンを通して卒業時には25名まで減り、その中から折笠を含め4名が劇団員として合格した。三宅と話をした時に「なぜ選んでいただけたのか」を聞いてみたところ、「キャラクター」がその理由であった。折笠たち第3期は、わりと皆のんびりして、それぞれのキャラクターが濃く、折笠はその中にあっては目立たない、普通な感じであったが、「SETにいないキャラがやっと入ってきた」と言われたという。
初めての舞台公演は楽しく、一番最初のステージの時、本番前に舞台監督と、舞台袖で「初舞台なので、とても緊張しているんです」と話をしていた。その時、「僕もね、この舞台は初めてだから緊張しているんだよ」と言ってくれた。それで目が覚めて舞台は役者だけではなく、皆で作っているということを、肌で感じることができた瞬間であった。劇団員だった頃、三宅裕司、小倉久寛、岸谷五朗、寺脇康文も在籍しており、第一線で活躍している俳優のすぐ近くにいられる、という恵まれた環境は財産だと感じていた。1ヶ月公演があると、自分の出番以外はほとんど舞台袖におり、「何かを盗めてたら」と先輩の芝居を見ていた。そういう人物たちに直接指導くれるということはほとんどなかったため、自分から吸収しようと思った。目に見えないものだったことから、すぐにそれを活かして、というわけにはいかないが、「これは絶対に無駄なっことじゃない」と思っていた。1ヶ月公演では、脚本は同じであったが、役者のテンション、体調で変化があるとそういうのを目の当たりにしていたことで、吸収できたものがあるように思った。たとえば、役者が公演中に出演できなくなったらその代役が折笠ではなく先輩の女優だったとしても、そのセリフを覚えるということは「無駄にはならない」と思い、覚えたりしていた。「この作品だったら自分はこの役だろう」という目線で脚本を読み、必ずチェックするようにしていたという。テレビドラマの仕事もしたが、「もっと広いところで勝負してみよう」と3年間在籍したSETを退所。当時は劇団員に昇格してすぐに役をくれるわけもなく、舞台、映像の仕事場で、その他大勢の役で雑に扱われるような、つらく苦しい経験もしており、「全然仕事がない、この先どうしよう？」とただ待つ日々に不安になっていた時期もあったという。この3年間で、ただやみくもに緊張するのではなく、いい意味で緊張感に切り替えることができるようになった気がしていた。その後は、研究生の時からだが、「芝居はみんなで作るものなのだ」と心から感じられるようになったことも、大きな成長であった。劇団員になった時に、「その感覚をいつまでも忘れずに活かしていこう」と思い、とにかく、いつでも周囲をよく見るようにしていたという。
研究生時代は高校生であり、忙しくてほとんどできなかったが、劇団員になってから社会人としての生活もあることから、たくさんアルバイトしていた。稽古が佳境に入ってくると、深夜まで稽古ということもあり、残って自主練習などをしていたかったため、だんだん家に帰る時間もなくなってしまった。結局、アルバイトをしながら風呂なし・共同トイレのアパートで生活し、ほとんどジャージで過ごしていたと語っている。「むいていないな」とは、しょっちゅう思っていたが、与えてくれたチャンスであったことから、「ここで吸収できるものは吸収しよう」と思っていた。その頃、手紙のやり取りをしていた友人がおり、飲み会の話だとお洒落の話を書いてくれたが、折笠はお金がなく、電車賃もなく、アパートと稽古場をジャージで住復するような生活で成人式にも出席できなかった。しかし、「自分のやりたいことにチャレンジしているのだ」という気持ちが強かったため、「嫌だ」と感じていたこともなかった。三宅がキャラクターで拾ってくれたという話を聞いた時に「お前みたいなヤツが、実は私、こんなに凄いことができます!というモノを持っていたら、客はすごく感動するよ」と言われたため、必死にバク転の練習をしていた。18、19、20歳ぐらいの時は、稽古が終わりアルバイトに行き、深夜1時ぐらいにアルバイトを終えてから稽古場に戻り、ひとりで練習していた。
フリーで小劇場、映像の仕事をしながらオーディションを受けていた。そんな中、大河ドラマの『徳川慶喜』のゆき役で、1年間出演。舞台は知り合いのツテでいい役も演じてたが、映像は仕事自体も少なく仕事をもらっても「女A」というセリフ一言の端役、エキストラであり、「セリフをもっとしゃべりたい！」という思いが強く声優の仕事にたどり着いた時はまっすぐな強い願いが届いた感じだったという。
劇団退団後もどのように仕事をつかめばよいか不安であった。やりたいが、その行き場がない悲しさもあり、不安で、「このまま辞めるべきなのか」とも思ったという。数が少くなくても、仕事で演技ができる場を与えられた時に、とても「楽しい」と感じていたことから辞めないで続けることができた。演じることが好きなんだといい、仕事がない時代を経験していたからこそ、仕事のありがたみをより感じることができたのだと語る。劇団を退団していなかったら、いつまでも芝居、芝居小屋の空気の中にいる状態だったため、そのありがたみを気付くことができなかったかもしれないという。
その頃は「この余裕ある時間は勉強の時間」と考えていたが、舞台を観に行くお金もなかったため、テレビを観ていた。当時は映像演技にも興味があったため、その時流行していたドラマ、人気女優の芝居を録画して、何度も巻き戻したりしながらひたすら研究していた。
「もうダメだな」といったことは全く思わず、ダメも何も芽も出ていなかったことから、そのような発想にはならなかったという。演じたい気持ちだけが強くあったため、怖いもの知らずだったと語る。

#### 声優として
SETの研究生時代の卒業公演でダブルキャストだった女優が、劇団ヘロヘロQカムパニーの旗揚げメンバーだった縁で、座長の関智一、長沢美樹と知り合った。後に、関から当時、マネージャーを務めていた現・アトミックモンキーの社長の人物を紹介され、声の仕事を始める。声の仕事は、最初に少しゲームに出演していたが、その時は「声優になる」という気持ちが固まっていなかった。
声優としてのデビューは1999年のテレビアニメ『GTO』のヒロインの冬月あずさ役である。その時はマネージャーから「とりあえず挑戦してみよう」と言われて、『GTO』のオーディションを受けたという。
制作スタッフ達は「折笠さんのもつ芝居の空気感が今までの声優とはちょっと違うことが面白いから」と選んでくれたという。この役に抜擢された時に折笠はすでにドラマ版の『GTO』を見ていたので、ドラマ版『GTO』で冬月あずさ役を演じていた「松嶋菜々子みたいだ」と、姉がかなり喜んだという。
初めて声の仕事をした時はとても楽しかったが、1日に2本以上仕事が入ると、切り替えができなく大変であった。映像にしろ舞台にしろ、1日で複数の作品に関わることはそうそうなかったため、「映像の仕事なら1日中、舞台だったら1ヶ月以上の芝居のことしか考えない」という世界にいたため、最初の頃は午前中の仕事の役に、午後の仕事が引きずられたりしていた。
声優デビューした頃は「アウェー感」が強かったといい、それまで前述のとおり、舞台、映像の仕事はしていたが、声優としては初心者だった。当時は現場のことは無知で、アフレコ用に書かれていた台本すら初めて見るような状況だった。カット割りを理解して絵をチェックするのも、アドリブの息だけで感情を表現するのも初めてであり、かなり戸惑っていた。
最初の収録日までに時間があったため、山寺宏一主演アニメの収録現場を見学して、学ばせており、『GTO』では、声優の道に入るきっかけをくれた関智一との共演もあり心強かった。周囲のレギュラーの皆に、台本チェックの仕方など技術的なことを実践を通して教わり、支えてくれた。そのおかげで、自分の進む先のほうが重要だったことから仕事に対し、役に対し、真っすぐに誠実でいるあり方をいつも考えていたという。ビッグタイトルのヒロインでデビューしたということで、注目をされ、たくさんのチャンスをもらう機会に恵まれたり、役者仲間の励ましもあったが、ライバルからの妬みもそれなりにあったという。
その後、様々なアニメやゲームに声を当てていった他、歌手としても活動している。

#### 歌手として
歌の仕事を貰った時に、単純に「チャンスを頂けた」という嬉しさもあったが、バンドをしていた頃に「自分に音楽は無理だ」とちょっとしたプチ挫折をしていた。ここまで色々なことにチャレンジしてきて、声優という仕事にたどり着いたうえでくれたチャンスのため、「演じることと切り離して考えたくない」という思いもあった。2009年時点では「今の自分に音楽という場を与えられて、どんな表現ができるのだろう」といつも考えている。「役」というキャラクターを「与えられたら、自分のエネルギーを注いでそのキャラクターを立たせてあげたい」という感じであった。キャラクターソングを歌っている時の方が、迷いなく歌えるという。

### 所属歴
アイビィーカンパニー、東京俳優生活協同組合（1999年 - 2007年2月28日）を経て、アトミックモンキー（2007年3月1日 - ）に所属。

## 人物
前述の通り当初は何もわからずただ純粋に「セリフがしゃべりたい」という気持ちから始まったため、この世界で長く続ける秘訣があるなら「こっちが聞きたい!」と語る。前述の通り声優として活動するようになった経緯も特殊であり、色々なご縁が運んでくれたといい、2017年時点では「ここまで来られた」と感謝しているという。
ご縁に恵まれた時に、自分がそのご縁にすべて応えられてきたかどうかはわからないが、常にその時の自分の精一杯を出してやってきたという。そのおかげで、一緒に仕事をしていた監督やスタッフから「また一緒に仕事したいので頑張ります」と言われたり、過去の作品を観て「一緒にお仕事したかったんです」と言ってくれる若いスタッフに出会えたり、演技を信頼してくれる人物がいてくれて、2017年時点の折笠があると思っているという。
声優デビューした頃と比べると、2017年時点でははやりの移り変わりのスピードが速く、芝居以外の部分で声優に求められることがすごく多くなっていると感じていた。もし折笠が2017年時点の今の時代に20代でデビューすることになっていたら、「埋もれてしまうかもしれないくらい、後輩の子たちは本当に器用ですごい」といい、そんななかで続く人物というのは「これが大事」というものを「しっかりもっている人なのではないか」と語る。
「役者として表現すること」が一番大事であると考えており、20代の頃はアイドルやタレント的なことを求められた時期もあったが、周囲のスタッフには「そういう活動をするより、その時間で1本でも多く演じてたいです」としつこいほど訴えていたという。逆にタレント的な活動をしていたらもっと知名度が上がっていたかもしれないが、折笠の生き方だという。たとえば若手声優でタレント的な活動もしているなか、「合間にアフレコやります」というスタンスをとる人物を怒る人物もいるが、その本人が「いちばんやりたいこと」をきっちり貫くのであれば、「今の時代、いろんな声優がいていいのでは」と語る。
先輩を見ていると、頭で作りあげる技術以上の役作りを感じている。その人物の生き方が役の声に乗っているような気がしており、日々の生活の中で自身の心を育むことも、「とても大事なのではないか」と語る。
通ってた渋谷区の小学校は2005年時点では廃校となり、看護学校になっている。
2006年11月08日付けのブログによると、折笠の学生時代の同級生は学校の教師をしており、その同級生の教え子だった声優と折笠は、ある作品で共演していたこともある。その声優がその同級生のことを教えてくれたことから、その同級生に再会できたという。
姉も女子校に通っていた。

### 趣味・嗜好
特技はエレクトーン、タップ・ジャズダンス。
劇団時代は先輩方についていくため、必死に身体を鍛えており、2009年06月15日付けのブログによると、マッサージをしてもらった時、「内側に筋肉がしっかりありますね。以前運動されてたんですか?」と聞かれたことがあったという。
好きな言葉は「言葉で正義を語るより笑ってみる」。

### 特色
声種はソプラノ。
少女、大人の女性役などさまざまなタイプのキャラクターの声を演じている。
声の仕事は、演じる上では、絵に自分が入り込んでしまう感覚でしている。スタジオでは、いつも視界に端に隣で芝居をしている人物の空気を感じながら演じるようにしているという。
2017年時点では「こんな役がやりたい」というよりも、「託された役に対してどれだけ高いクオリティで応えられるか」が折笠のテーマだという。「予想以上!」と言われるくらいのレベルに上がっていきたく、役者にとっては永遠のテーマで、デビューの時から変わらない課題だが、そこに「量より質」という思いがさらに強くなっているという。

### 出演作について
『ヴァンドレッド』のメイア・ギズボーン役を演じていた時は、髪の色が青いキャラクターを演じるのも初めてで、アニメイベントに初めて出演したのがこの作品であった。アニメファンがどういう雰囲気なのかもわからなかったことから、「クールなキャラクターと自分のギャップに驚かれてしまうかも」とドキドキしていた。イベントではトークや生アフレコをしていたが、共演者の皆が盛り上げてくれたり、初めてファンの皆に直接感謝を伝えることがとても嬉しかったという。
劇場版アニメ『千年女優』の主人公、少女時代の藤原千代子役は深く印象に残っていた。オーディションの前に見せてくれた映像が物凄く綺麗で、作品の世界観に思わず見入ってしまった。アフレコしていた時期は、声優の仕事を始めて1年もたっていない頃での大抜擢で、周囲も大御所ばかりで、必死で演じていた。千代子役は特に、ひたむきに駆け抜けるようなキャラクターのため、演じる自分と役がシンクロしており、かつての折笠が持っていた映画に出演してみたい夢を役の上で色々映画で演じており、「夢が叶った」という喜びもあったという。
新人の頃、『ポケットモンスター』に出演していた際、初めて大谷育江のピカチュウの演技を間近で観ていた時、その表現力の数々に「鳴き声だけで怒ったり喜んだりしていることがきちんと伝わるのはすごいな」と感動していた。「いつかあんな役をやってみたい」と思っていたところ、Webアニメ『ポケモンジェネレーションズ』でピカチュウ役を演じることとなった。大谷のピカチュウとは全く違うピカチュウを求められて、「私が別のピカチュウの表現を作るんですか!?」とプレッシャーで胃がキリキリし前日は眠れなかった。関係者からは好評価だったが、自身はまだまだ反省ばかりであると語っている。歴史があるタイトルに呼ばれるとプレッシャーが大きいが、「折笠にやらせてみよう」と信頼して託してくれることが新しいチャレンジになり、結果的に引き出しが増えて、2017年時点で色々な役を受けることに繋がっている気がしていたという。
『プリキュアシリーズ』は、初代の頃から何度となくオーディションに参加しているが、年齢とキャリアを重ねてきて「もう難しいのかもしれない」と心の中では希望と諦めが混ざり合っていた。その時に『スイートプリキュア♪』の南野奏 / キュアリズム役に抜擢され、喜びは大きかったという。

### 交友・対人関係
かかずゆみを部長とする「着物部」に所属しており、イベントには連れだって和装で参加する事がある。なお、かかずゆみ・豊口めぐみとは演劇ユニット「R＊L（ラフラフ）」を結成している。
テレビアニメ『苺ましまろ』のメインキャラクターを演じた5人（本人・生天目仁美・川澄綾子・千葉紗子・能登麻美子）とで「ましまろ会」なる親睦会をしている。
憧れている先輩は、『ヴァンドレッド』、『明日のナージャ』などで共演していた京田尚子を挙げている。
歌舞伎役者、俳優の中村勘三郎を尊敬している。あまり芸能人にミーハーにならないが、舞台の上の役者を観て、人の「色気」に、目がハートになるほど魅了されて、ドキドキしたのは中村が初めてだった。「好みの芸能人のタイプは?」と時々聞かれていると中村と答えては「息子さんじゃなくて?へぇ渋好みだね」と言われたりしているという。
劇場版アニメ『千年女優』の監督だった今敏を尊敬している。折笠が最後に今に会った時は、楽しそうに次回作の話をしており、「また一緒にお仕事しようね」とも言っていた。折笠は今の作品が好きなため、「成長してまたスタジオでお会いしたい」と、今の作品にまた出演することが人知れず目標でもあった。2010年に今が死去した時は、悲しく淋しい気持ちになったという。

## 出演
太字はメインキャラクター。

### テレビアニメ
1999年
- GTO（冬月あずさ、佐々木今日子、ヒロイン、藤吉都、みかん先生）
- 週刊ストーリーランド（王女）
- 装甲救助部隊レストル（ミア・リリエンタール）
- ∀ガンダム（ドナ・ロロイ）

2000年
- ヴァンドレッド（2000年 - 2001年、メイア・ギズボーン） - 2シリーズ
- 学校の怪談（高橋ともみ）
- 金田一少年の事件簿（2000年 - 2007年、辻口美奈子、湖月レオナ） - 1シリーズ + 特別編
- それいけ!アンパンマン（2000年 - 2021年、しらたき姫〈初代・4代目・6代目〉、黄色ピーマン〈2代目〉、タータン〈3代目〉、ネコの女の子）
- NieA_7（小松ちあ紀）
- 陽だまりの樹（おせき、照）
- ブギーポップは笑わない Boogiepop Phantom（吉沢早紀）
- BOYS BE…（神崎さやか）
- モンスターファーム シリーズ（コルト、ヴァージアハピ） - 2シリーズ

2001年
- あぃまぃみぃ!ストロベリー・エッグ（春日野道聖子）
- 犬夜叉（2001年 - 2010年、なずな、炎珠、娑蘿姫、瞳子） - 2シリーズ
- こげぱん（いちごパン、チョコパン）
- ジャングルはいつもハレのちグゥ（銀行員）
- スターオーシャンEX（ウェスタ）
- 逮捕しちゃうぞ シリーズ（2001年 - 2008年、中嶋瀬奈） - 2シリーズ
- デジモンテイマーズ（牧野留姫）
- とっとこハム太郎（稲鳥サクラ、大原マキ）
- ナジカ電撃作戦（BBB）
- フィギュア17 つばさ&ヒカル（椎名ヒカル）
- HELLSING（セラス・ヴィクトリア）
- ポケットモンスター（アンジュ）
- 魔法戦士リウイ（セレシア）
- ONE PIECE（2001年 - 2023年、ミス・バレンタイン、ワンダ）

2002年
- あたしンち（2002年 - 2009年、立花みかん）
- OVERMANキングゲイナー（カリン・ブーン）
- キン肉マンII世（2002年 - 2006年、二階堂凛子） - 3シリーズ
- 幻魔大戦 -神話前夜の章-（ミーナ、ミミー）
- 最終兵器彼女（ちせ）
- ちょびっツ（柚姫）
- 東京ミュウミュウ（いるか）
- 灰羽連盟（ヒカリ）
- ぷちぷり*ユーシィ（ベス）
- ラーゼフォン（キム・ホタル）

2003年
- 明日のナージャ（シルヴィー・アルテ）
- 宇宙のステルヴィア（藤沢やよい）
- L/R -Licensed by Royal-（レイラ）
- GAD GUARD（篠塚アラシ）
- カレイドスター（マリオン・ベニーニ）
- 金色のガッシュベル!!（シェリー・ベルモンド）
- 真月譚 月姫（シエル）
- スクラップド・プリンセス（パシフィカ・カスール）
- ストラトス・フォー（菊原香鈴）
- SPACE PIRATE CAPTAIN HERLOCK（ナナ）
- BPS バトルプログラマーシラセ（柚木頼子）
- まっすぐにいこう。（若月郁子）

2004年
- アガサ・クリスティーの名探偵ポワロとマープル（メイベル・ウエスト）
- おじゃる丸（2004年 - 2020年、仕立て屋、坂ノ上あじゃり丸、子供、小石ひろき）
- かいけつゾロリ（エルゼ）
- 機動戦士ガンダムSEED DESTINY（2004年 - 2005年、メイリン・ホーク、ミーアのハロ、市民）
- 絢爛舞踏祭 ザ・マーズ・デイブレイク（エステル）
- SAMURAI 7（キララ）
- 探偵学園Q（百舌菜津美）
- 小さい潜水艦に恋をしたでかすぎるクジラの話（ナレーション）
- 鋼の錬金術師（リビア）
- BLEACH（2004年 - 2012年、朽木ルキア、朽木緋真、チャッピー）

2005年
- 苺ましまろ（松岡美羽）
- 陰陽大戦記（マドカ）
- ガラスの仮面（水無月さやか）
- ガンパレード・オーケストラ（紅エステル）
- 今日からマ王!（エリザベート）
- JINKI:EXTEND（津崎青葉）
- 戦国英雄伝説 新釈 眞田十勇士 The Animation（楓）
- ぱにぽにだっしゅ!（片桐姫子）
- ふたりはプリキュア Max Heart（永沢勝子）
- ポケットモンスター アドバンスジェネレーション（クミコ）

2006年
- うっかりペネロペ（マドレーヌ）
- 銀色のオリンシス（アイリ）
- コードギアス 反逆のルルーシュ（2006年 - 2008年、シャーリー・フェネット、双葉綾芽） - 2シリーズ
- 地獄少女（氏家祈里）
- 少年陰陽師（風音）
- 天保異聞 妖奇士（アトル、予告ナレーション）
- TOKKO 特公（六条さくら）
- 西の善き魔女 Astraea Testament（フィリエル・ディー）
- ひぐらしのなく頃に（2006年 - 2007年、知恵留美子） - 2シリーズ
- まじめにふまじめ かいけつゾロリ（エルゼ姫）

2007年
- 銀魂（2007年 - 2018年、柳生九兵衛 / 柳生十兵衛、○×兵衛） - 4シリーズ
- ゲゲゲの鬼太郎（第5作）（月野小夜子）
- 獣神演武 -HERO TALES-（侘姫逢丹）
- 人造昆虫カブトボーグ V×V（本田山マキコ）
- スカルマン THE SKULL MAN（黒潮真耶）
- Devil May Cry（レディ）
- 電脳コイル（小此木優子〈ヤサコ〉、ミチコ）
- のだめカンタービレ（2007年 - 2008年、三善由衣子） - 2シリーズ
- モノノ怪 「化猫」（市川節子）

2008年
- イナズマイレブン（2008年 - 2011年、木野秋、アンジェロ・ガブリーニ）
- ヴァンパイア騎士（緋桜閑） - 2シリーズ
- シゴフミ（葛西春乃）
- 絶対可憐チルドレン（スミレ）
- タカネの自転車（高澄珠貴）
- テレパシー少女 蘭（大原桃子、少女、百合恵）
- ドラえもん（テレビ朝日版第2期）（2008年 - 2021年、ベル、タンポポ）
- ドルアーガの塔 シリーズ（2008年 - 2009年、カーヤ、ナレーション） - 2シリーズ
- ノーキーとおともだち（ローラ）
- のらみみ2（カエ）
- ヒャッコ（上下山虎子）
- ライブオン CARDLIVER 翔（小芹アイ）

2009年
- 川の光（タータ）
- 空中ブランコ（厚子）
- こばと。（沖浦清花）
- スティッチ! 〜いたずらエイリアンの大冒険〜（サエ）
- 鉄腕バーディー DECODE:02（マリナ）
- 鋼の錬金術師 FULLMETAL ALCHEMIST（リザ・ホークアイ 他）
- ヒピラくん（ロゼ）
- リストランテ・パラディーゾ（ニコレッタ）

2010年
- ケロロ軍曹（常磐香苗）
- COBRA THE ANIMATION（エイト）
- 心霊探偵 八雲（後藤敦子）
- Starry☆Sky（夜久月子）
- ハートキャッチプリキュア!（高岸あずさ）
- バトルスピリッツ ブレイヴ（ジゼル）
- BLEACH 斬魄刀異聞篇（疋殺地蔵）
- ポケットモンスター ベストウイッシュ（ユリ）

2011年
- イナズマイレブンGO（2011年 - 2014年、一乃七助、木野秋、スマイル、太助、ポワイ・ピチョリ） - 3シリーズ
- UN-GO（海勝家メイド長）
- ウルヴァリン（矢志田真理子）
- スイートプリキュア♪（2011年 - 2012年、南野奏 / キュアリズム）
- SKET DANCE（結城澪呼）
- STAR DRIVER 輝きのタクト（ソラ）
- 夏目友人帳 参（村崎）
- ぬらりひょんの孫 千年魔京（紫）
- 名探偵コナン（2011年 - 2023年、雅原煌、小須田香、矢代楓、根本恵理子）
- ラストエグザイル-銀翼のファム-（ヴァサント）
- ONE PIECE エピソードオブアラバスタ 砂漠の王女と海賊たち（ミス・バレンタイン）

2012年
- 黒子のバスケ（2012年 - 2015年、桃井さつき） - 3シリーズ / 2016年に『ウインターカップ総集編』劇場上映
- 黒魔女さんが通る!!（2012年 - 2013年、チョコ〈黒鳥千代子〉、ティカ）
- 超訳百人一首 うた恋い。（中宮定子）
- デジモンクロスウォーズ 〜時を駆ける少年ハンターたち〜（牧野留姫）
- トリコ（コリョウ）
- はなかっぱ（イワン）

2013年
- サーバント×サービス（ルーシー母）
- 絶園のテンペスト（佐奈）
- たまごっち! シリーズ（2013年 - 2015年、ピアニっち） - 3シリーズ
- 八犬伝―東方八犬異聞―（佳穂）
- みなみけ ただいま（イマコイのヒロイン）

2014年
- 東京喰種トーキョーグール（笛口リョーコ）
- はじめの一歩 Rising（ユキ）
- ハピネスチャージプリキュア!（キュアリズム）
- ポケットモンスター XY（2014年 - 2016年、カルネ） - 2シリーズ
- マジンボーン（リーベルト）
- 蟲師 続章（タキ）

2015年
- うしおととら（日崎御角）
- カードファイト!! ヴァンガードG（クエスト主催者・田原）
- 怪盗ジョーカー（2015年 - 2016年、パプリカ姫）
- かみさまみならい ヒミツのここたま（2015年 - 2018年、ミシル、四葉美里）
- 新あたしンち（2015年 - 2016年、立花みかん）
- DOG DAYS''（リーフ・ラング・ド・シャー・ハルヴァー）

2016年
- こねこのチー（アン）
- ラクエンロジック（アルテミス）

2017年
- リトルウィッチアカデミア（ロッテ・ヤンソン）
- スナックワールド（イエティ、マーメイド、バニラ、アナウンス）
- 18if（ソノ、ポト）
- 将国のアルタイル（チェチリア）
- 妖怪アパートの幽雅な日常（青木春香）
- キノの旅 -the Beautiful World- the Animated Series（母）

2018年
- タイムボカン 逆襲の三悪人（春日局）
- 伊藤潤二『コレクション』（理佐）
- こねこのチー ポンポンらー大旅行（アン）
- 鬼灯の冷徹（お鶴）
- ハイスコアガール（春麗さん）
- イナズマイレブン アレスの天秤（2018年 - 2019年、木野秋） - 2シリーズ

2019年
- 明治東亰恋伽（ジェーン）
- コップクラフト（セシル・エップス）
- キラキラハッピー★ ひらけ!ここたま（ミシル）
- 本好きの下剋上 司書になるためには手段を選んでいられません（2019年 - 2022年、エーファ） - 3シリーズ
- BEASTARS（ハルの母）

2020年
- ランウェイで笑って（成岡雫）
- 天晴爛漫!（ソフィア・テイラー）
- アラド:逆転の輪（セリア）
- ひぐらしのなく頃に業（2020年 - 2021年、知恵留美子） - 2シリーズ
- キングスレイド 意志を継ぐものたち（2020年 - 2021年、イリア）

2021年
- SSSS.DYNAZENON（蓬の母ちゃん） - 2023年に劇場総集編公開
- 恋と呼ぶには気持ち悪い（有馬百合子）
- MARS RED（白瀬葵）
- iiiあいすくりん（2021年 - 2022年、チョコン） - 2シリーズ
- もっと!まじめにふまじめ かいけつゾロリ（2021年 - 2022年、エルゼ） - 2シリーズ
- RE-MAIN（清水多江子）
- 宇宙なんちゃら こてつくん（カナ先生）
- ぐんまちゃん（2021年 - 2023年、チュー忍、あおま母、ダルマ、マー、ハニワ車掌、ダルマA、虫歯菌、子供のダルマ大王、ミッチ） - 2シリーズ

2022年
- ルパン三世 PART6（マリエル）
- シャドウバースF（2022年 - 2024年、アンドレア・ロンド）
- キングダム（瑠衣）
- クレヨンしんちゃん（新乗子）
- ダンス・ダンス・ダンスール（ユリアママ）
- ポケットモンスター（カルネ）
- BLEACH 千年血戦篇（2022年 - 2024年、朽木ルキア、疋殺地蔵） - 3シリーズ

2023年
- デジモンゴーストゲーム（愛美）
- パズドラ（2023年 - 2025年、リップ）
- TRIGUN STAMPEDE（ルイーダ）
- 冒険者になりたいと都に出て行った娘がSランクになってた（サティ）

2024年
- ワンルーム、日当たり普通、天使つき。（つむぎ母）
- 僕のヒーローアカデミア（青山の母親）

2025年
- アン・シャーリー（ミュリエル・ステイシー ）
- 3年Z組銀八先生（柳生九兵衛）

### 劇場アニメ
2001年
- デジモンテイマーズ 冒険者たちの戦い（牧野ルキ）

2002年
- キン肉マンII世 マッスル人参争奪! 超人大戦争（二階堂凛子）
- 劇場版ポケットモンスター 水の都の護神 ラティアスとラティオス（カノン）
- シックス・エンジェルズ（マキ・アオバ）
- 千年女優（藤原千代子〈10〜20代〉）
- デジモンテイマーズ 暴走デジモン特急（牧野ルキ）
- ラーゼフォン 多元変奏曲（キム・ホタル）

2003年
- 映画 あたしンち（みかん）

2004年
- 映画 犬夜叉 紅蓮の蓬莱島（浅葱）

2006年
- 劇場版 どうぶつの森（サリー）
- 劇場版BLEACH MEMORIES OF NOBODY（朽木ルキア）

2007年
- 劇場版 NARUTO -ナルト- 疾風伝（弥勒）
- 劇場版BLEACH The DiamondDust Rebellion もう一つの氷輪丸（朽木ルキア）

2008年
- 劇場版BLEACH Fade to Black 君の名を呼ぶ（朽木ルキア）

2009年
- 名探偵コナン 漆黒の追跡者（本上なな子）
- レイトン教授と永遠の歌姫（ミリーナ・ウィスラー）

2010年
- 劇場版3D あたしンち 情熱のちょ〜超能力♪ 母大暴走!（みかん）
- おまえ うまそうだな（ライト〈子供時代〉）
- 劇場版イナズマイレブン 最強軍団オーガ襲来（木野秋）
- 劇場版 銀魂 新訳紅桜篇（柳生九兵衛）
- 劇場版BLEACH 地獄篇（朽木ルキア）

2011年
- 映画 スイートプリキュア♪ とりもどせ! 心がつなぐ奇跡のメロディ♪（南野奏 / キュアリズム）
- 映画 プリキュアオールスターズDX3 未来にとどけ! 世界をつなぐ☆虹色の花（南野奏 / キュアリズム）
- 劇場版イナズマイレブンGO 究極の絆 グリフォン（木野秋、一乃七助、銀座宮章）
- 鋼の錬金術師 嘆きの丘の聖なる星（リザ・ホークアイ）
- 星を追う子ども（アスナの母）

2012年
- 映画 プリキュアオールスターズNewStage みらいのともだち（南野奏 / キュアリズム）
- マジック・ツリーハウス（ピーナッツ）
- プラネタリウム宇宙兄弟　一点のひかり（ひかり）

2013年
- 劇場版 銀魂 完結篇 万事屋よ永遠なれ（柳生九兵衛）
- リトル ウィッチ アカデミア（ロッテ・ヤンソン）

2014年
- イナズマイレブン 超次元ドリームマッチ（木野秋）
- PERSONA3 THE MOVIE #2 Midsummer Knight's Dream（大橋舞子）

2015年
- チェブラーシカ 動物園へ行く（チェブラーシカ）
- PERSONA3 THE MOVIE #3 Falling Down（大橋舞子）
- リトル ウィッチ アカデミア 魔法仕掛けのパレード（ロッテ・ヤンソン）

2016年
- スナックワールド 人嫌いのレニー（フラム）
- ラストエグザイル-銀翼のファム- Over The Wishes（ヴァサント）

2017年
- 劇場版 黒子のバスケ LAST GAME（2017年、桃井さつき）
- 映画かみさまみならい ヒミツのここたま 奇跡をおこせ♪テップルとドキドキここたま界（ミシル）
- 曇天に笑う〈外伝〉 〜決別、犲の誓い〜（曇小雪）
- コードギアス 反逆のルルーシュ I - III（2017年 - 2018年、シャーリー・フェネット） - 3部作
- ずんだホライずん（餅神様）

2018年
- 映画ドラえもん のび太の宝島（セーラ）
- 若おかみは小学生!（木瀬寅子）
- 映画 HUGっと!プリキュア♡ふたりはプリキュア オールスターズメモリーズ（南野奏 / キュアリズム）

2019年
- コードギアス 復活のルルーシュ（シャーリー・フェネット）

2021年
- 銀魂 THE FINAL（柳生九兵衛）

2022年
- 鹿の王 ユナと約束の旅（ヴァンの妻）

2023年
- グリッドマン ユニバース（蓬の母ちゃん）

2024年
- 機動戦士ガンダムSEED FREEDOM（メイリン・ホーク）
- 映画 イナズマイレブン総集編 伝説のキックオフ（木野秋）

### OVA
2000年
- 仙術超攻殻ORION（セスカ）
- ブラック・ジャック（月子）

2003年
- アクエリアンエイジSagaII〜Don't forget me…〜（厳島美鈴）
- True Love Story Summer Days, and yet...（向井弥子）

2004年
- カレイドスター 新たなる翼 -EXTRA STAGE-「笑わない すごい お姫様」（マリオン・ベニーニ）
- ストラトス・フォー（X シリーズ）（菊原香鈴）
- 夏色の砂時計（リージェン）
- BLEACH（2004年 - 2008年、朽木ルキア） - 3作品

2005年
- カレイドスター Legend of phoenix 〜レイラ・ハミルトン物語〜（マリオン・ベニーニ）
- 最終兵器彼女 Another love song（ちせ）
- ストラトス・フォー アドヴァンス（菊原香鈴）
- 聖闘士星矢 冥王ハーデス冥界編 / ハーデスエリシオン編（2005年 - 2008年、アテナ） - 2作品

2006年
- カレイドスター ぐっどだよ!ぐぅーっど!（マリオン・ベニーニ）
- ガンダムSEED & SEED DESTINY ファンディスク SEED SUPERNOVA ist（メイリン・ホーク）
- ストラトス・フォー アドヴァンス 完結編（菊原香鈴）
- HELLSING（2006年 - 2012年、セラス・ヴィクトリア） - 9作品

2007年
- 苺ましまろ（松岡美羽）

2008年
- 劇場版銀魂 〜白夜叉降誕〜 予告篇（柳生九兵衛）
- ストリートファイターIV〜新たなる絆〜（春麗）

2009年
- 苺ましまろ encore（松岡美羽）
- ひぐらしのなく頃に礼（知恵留美子）

2010年
- スーパーストリートファイターIV（春麗） - Xbox 360版限定特典アニメ

2011年
- ひぐらしのなく頃に煌（知恵留美子）
- ボトムズファインダー（サンドリヨン）

2012年
- コードギアス 反逆のルルーシュ ナナリーinワンダーランド（シャーリー・フェネット）

2015年
- 神様はじめました 〜過去編〜（2015年 - 2016年、雪路）

2016年
- 銀魂° 愛染香篇（柳生九兵衛） - コミックス第65巻・第66巻DVD同梱版
- クビキリサイクル 青色サヴァンと戯言遣い（長瀞とろみ）

2018年
- イナズマイレブン Reloaded（木野秋）

2020年
- 本好きの下剋上 司書になるためには手段を選んでいられません 外伝（エーファ）

### Webアニメ
- FLAG（2006年、元クフラの少女）
- 亡念のザムド（2008年、西村ハル[136]、ロッパ）
- おんたま!（2009年、田村苺）
- Starry☆Sky（2010年、夜久月子）
- 雛蜂-BEE-（2015年、白樺[137]）
- ポケモンジェネレーションズ（2016年、ピカチュウ、カンナ）
- ビートバグズ（2016年、クミ）3シーズン
- ホイッスル!（ボイスリメイク版）（2017年、西園寺玲）
- 聖闘士星矢: Knights of the Zodiac（2019年、城戸沙織[138]）
- ガンダムビルドダイバーズRe:RISE（2019年、クガ・ユリコ）
- レベッカ（2020年、ディアボーン[139]）
- 銀魂 THE SEMI-FINAL 万事屋篇（2021年、柳生九兵衛）
- もっと!まじめにふまじめ かいけつゾロリ ゾロリのへや（2022年、エルゼ）
- 伊藤潤二『マニアック』（2023年、留美[140]）
- ぼくのデーモン（2023年、橘薫）
- あたしンちNEXT（2024年、みかん）
- BEASTARS FINAL SEASON（2024年、セブン[141]）

### ゲーム
1999年
- キャプテン・ラヴ（神原のどか）

2000年
- 高2→将軍（沢双葉）

2001年
- 犬夜叉（なずな）
- Only you -リベルクルス-（天童来夢）
- 玉繭物語2 〜滅びの蟲〜（シナモン）
- デジモンテイマーズ バトルエボリューション（牧野留姫）
- マーメイドの季節（片倉優月）

2002年
- アイドル雀士R 雀ぐる★プロジェクト（金美那〈キム＝ミナ〉、キム）
- ダーククロニクル（サン、リン、ホーリー）
- 探偵 神宮寺三郎 Innocent Black（御苑洋子）
- 夏色の砂時計（リージェン）
- From TV animation ONE PIECE グランドバトル!2（ミス・バレンタイン）

2003年
- アーマード・コア3 サイレントライン（エマ・シアーズ）
- ヴィーナス&ブレイブス〜魔女と女神と滅びの予言〜（アルヴィ）
- 最終兵器彼女（ちせ）
- 電脳戦機バーチャロンマーズ（ジェニファー・ポイズン）
- True Love Story Summer Days, and yet...（向井弥子）
- ラーゼフォン 蒼穹幻想曲（キム・ホタル）

2004年
- 宇宙のステルヴィア（藤沢やよい）
- かいけつゾロリ めざせ!いたずらキング（エルゼ）
- 金色のガッシュベル!! 友情タッグバトル（シェリー）
- 金色のガッシュベル!! 友情タッグバトル フルパワー（シェリー）
- 金色のガッシュベル!! 激闘!最強の魔物達（シェリー）
- 金色のガッシュベル!! うなれ!友情の電撃2（シェリー）
- サクラ大戦物語 〜ミステリアス巴里〜（ベルナデッド・シモンズ）
- シンフォニック＝レイン（リセルシア・チェザリーニ）
- 探偵 神宮寺三郎 KIND OF BLUE（御苑洋子）
- F 〜ファナティック〜（フラン）

2005年
- 苺ましまろ（松岡美羽）
- カウボーイビバップ 追憶の夜曲（サーラ）
- 金色のガッシュベル!! 友情タッグバトル2（シェリー）
- 金色のガッシュベル!! うなれ!友情の電撃 ドリームタッグトーナメント（シェリー）
- 金色のガッシュベル!! ゴー!ゴー!魔物ファイト!!（シェリー）
- BLEACH ヒート・ザ・ソウル（朽木ルキア）

2006年
- ARIA The ORIGINATION 〜蒼い惑星のエルシエロ〜（アンナ・デュマ〈アンナ〉）
- SDガンダム GGENERATION（2006年 - 2025年、チェーン・アギ〈SPIRITS - 〉、メイリン・ホーク、ハロ〈ミーア〉、クレア・ヒースロー〈SPIRITS - 〉、マイキャラクターボイス女性7〈CROSSRAYS〉） - 9作品
- ガンパレード・オーケストラ 緑の章 〜狼と彼の少年〜（紅・エステル・ヴァラ）
- 機動戦士ガンダムSEED DESTINY 連合vs.Z.A.F.T.II（メイリン・ホーク）
- 幻想水滸伝V（ミアキス、トーマ、ノーマ、チサト）
- ダージュ オブ ケルベロス ファイナルファンタジーVII（シェルク・ルーイ）
- ひぐらしデイブレイク（知恵留美子）
- ファンタシースターユニバース（ミレイ・ミクナ）
- BLEACH 放たれし野望（朽木ルキア）
- レッスルエンジェルス サバイバー（相羽和希）

2007年
- ガンダム バトルクロニクル（アン・フリーベリ）
- 機動戦士ガンダム MS戦線0079（アン・フリーベリ）
- 銀魂 銀玉くえすと 銀さんが転職したり世界を救ったり（柳生九兵衛）
- 聖闘士星矢 冥王ハーデス十二宮編（アテナ）
- トラスティベル 〜ショパンの夢〜（セレナーデ）
- ひぐらしデイブレイク改（知恵留美子）
- ひぐらしのなく頃に祭（知恵留美子）
- BLEACH 黒衣ひらめく鎮魂歌（朽木ルキア）
- リゼルクロス（レイファ）
- ルミナスアーク（セシル）

2008年
- イナズマイレブン（木野秋） - 3作品
- ガンダムバトルユニバース（アン・フリーベリ）
- ガンダム無双2（チェーン・アギ）
- コードギアス 反逆のルルーシュ LOST COLORS（シャーリー・フェネット）
- コードギアス 反逆のルルーシュR2 盤上のギアス劇場（シャーリー・フェネット）
- ストリートファイターシリーズ（2008年 - 2023年、春麗） - 8作品
- スーパーロボット大戦Z（メイリン・ホーク）
- D.C.II P.S. 〜ダ・カーポII〜 プラスシチュエーション（フローラ・クエイシー）
- タツノコ VS. CAPCOM CROSS GENERATION OF HEROES（春麗）
- ファンタシースターポータブル（ANDYOU）
- ほしがりエンプーサ（華川麗華）
- ルーンファクトリー フロンティア（セルフィ）
- レッスルエンジェルス サバイバー2（大空みぎり、相羽和希）

2009年
- アーマード・コア サイレントライン ポータブル（エマ・シアーズ）
- セイクリッドブレイズ -SACRED BLAZE-（ナビ天使）
- 鋼の錬金術師 FULLMETAL ALCHEMIST（2009年 - 2022年、リザ・ホークアイ） - 5作品
- ヒャッコ よろずや事件簿!（上下山虎子）

2010年
- ガンダムアサルトサヴァイブ（アン・フリーベリ）
- 斬撃のREGINLEIV（イズン）
- NO MORE HEROES 英雄たちの楽園（ホリー・サマーズ）

2011年
- イナズマイレブン ストライカーズ（2011年 - 2012年、木野秋、スマイル、滝快彦、太助、アンジェロ・ガブリーニ、ユーム・リンジー） - 3作品
- イナズマイレブンGO（2011年 - 2013年、一乃七助、滝快彦、木野秋、スフィアデバイス、ポワイ・ピチョリ） - 3作品
- ガンダム ザ・スリーディーバトル（アン・フリーベリ）
- 機動戦士ガンダム エクストリームバーサス（2010年 - 2016年、チェーン・アギ、メイリン・ホーク） - 4作品
- 聖闘士星矢戦記（アテナ）
- ドクターロートレックと忘却の騎士団（マリー・ベルトワーズ）
- ラストストーリー（カナン）
- MARVEL VS. CAPCOM 3 Fate of Two Worlds（春麗）

2012年
- 黒子のバスケ キセキの試合（桃井さつき）
- スーパーロボット大戦OGサーガ 魔装機神II REVELATION OF EVIL GOD（シャリアン・ザニア・ベリファイト）
- 第2次スーパーロボット大戦Z 再世篇（メイリン・ホーク）
- トリコ グルメサバイバル!2（コリョウ）
- PROJECT X ZONE（春麗、レディ）
- モンスターハンター フロンティア オンライン（VOICE TYPE28）

2013年
- 鬼武者Soul（春麗）
- 銀魂のすごろく（柳生九兵衛）
- サモンナイト5（イェンファ）
- スーパーロボット大戦OGサーガ 魔装機神III PRIDE OF JUSTICE（シャリアン・ザニア・ベリファイト）
- 聖闘士星矢 ブレイブ・ソルジャーズ（アテナ）
- たまごっち!せーしゅんのドリームスクール（ピアニっち）

2014年
- ウチの姫さまがいちばんカワイイ（有史姫 ノア・ヒストリア）
- グランブルーファンタジー（2014年 - 2023年、アルシャ、ヘルツェロイデ、春麗）
- 黒子のバスケ 勝利へのキセキ（桃井さつき）
- ジェイスターズ ビクトリーバーサス（朽木ルキア）

2015年
- 黒子のバスケ 未来へのキズナ（桃井さつき）
- 聖闘士星矢 ソルジャーズ・ソウル（アテナ）
- デビル メイ クライ 4 スペシャルエディション（レディ）
- ニトロプラス ブラスターズ -ヒロインズ インフィニット デュエル-（美鶴木夜石）
- ひぐらしのなく頃に粋（知恵留美子）
- BLEACH Brave Souls（朽木ルキア）
- PROJECT X ZONE 2:BRAVE NEW WORLD（春麗、みゆき）
- ポポロクロイス牧場物語（セドナ）

2016年
- あんさんぶるガールズ!!（悠木ともこ）
- ワールド オブ ファイナルファンタジー（シェルク）

2017年
- ヴァルキリーコネクト（春麗）
- スーパーロボット大戦V（メイリン・ホーク）
- リトルウィッチアカデミア 時の魔法と七不思議（ロッテ・ヤンソン）

2018年
- 銀魂乱舞（柳生九兵衛）
- プリキュア つながるぱずるん（南野奏 / キュアリズム）
- ドラえもん のび太の宝島（セーラ）
- デスティニーチャイルド（春麗）
- 機動戦士ガンダム エクストリームバーサス2（2018年 - 2025年、チェーン・アギ、メイリン・ホーク） - 4作品

2019年
- デビル メイ クライ 5（レディ）
- 金色のガッシュベル!! Golden Memories（シェリー・ベルモンド）
- スーパーロボット大戦DD（2019年 - 2025年、チェーン・アギ、メイリン・ホーク、シャーリー・フェネット）

2020年
- 共闘ことばRPG コトダマン（2020年 - 2022年、柳生九兵衛、シェリー・ベルモンド、リザ・ホークアイ）
- ぷよぷよ!!クエスト（女神アテナ / 城戸沙織）
- 聖闘士星矢 ライジングコスモ（沙織）
- BLEACH Soul Rising（朽木ルキア）
- リトルウィッチアカデミア VR ほうき星に願いを（ロッテ・ヤンソン）
- デモンズソウル（乙女アストラエア）

2021年
- 崩壊3rd（林朝雨）
- 北斗の拳 LEGENDS ReVIVE（春麗）
- Paradigm Paradox（東雲リーゼ）
- モンスターストライク（2021年 - 2025年、朽木ルキア、リザ・ホークアイ、アッシュフォード学園生徒会〈シャーリー・フェネット〉）
- ロックマンX DiVE（春麗）
- コードギアス Genesic Re;CODE（2021年 - 2022年、シャーリー・フェネット）
- クッキーラン: キングダム（ブラックレーズン味クッキー）
- エゴエフェクト（ゾーイ）
- ディシディア ファイナルファンタジー オペラオムニア（シェルク）

2022年
- THE KING OF FIGHTERS ALLSTAR（春麗）
- コードギアス 反逆のルルーシュ ロストストーリーズ（2022年 - 2024年、シャーリー・フェネット）
- アークナイツ（フィアメッタ）
- とある魔術の禁書目録 幻想収束（リザ・ホークアイ）
- キングダム 乱 -天下統一への道-（瑠衣）
- 白夜極光（ポルクス）
- カバラの伝説（アイリス）

2023年
- 逆転オセロニア（オイフェ）
- ラングリッサー モバイル（トゥミルク）

2024年
- 金色のガッシュベル!! 永遠の絆の仲間たち（シェリー・ベルモンド）
- クイズRPG 魔法使いと黒猫のウィズ（春麗）
- 機動戦士ガンダム U.C. ENGAGE（チェーン・アギ）
- 原神（ロノヴァ）

2025年
- BLEACH Rebirth of Souls（朽木ルキア、チャッピー）
- イナズマイレブン 英雄たちのヴィクトリーロード（福良むすび）

### ドラマCD
- ヒャッコ4 限定版付属ドラマCD（2008年、上下山虎子）
- Astral（芹沢桃香）
- イナズマイレブンGO ドラマCD「特訓の絆!!」（一乃七助[188]）
- Weiß kreuz Wish A Dream collection I Flower of spring（静香）
- 歌姫とクロエ（クロエ）
- おジャ魔女どれみ16（向井莉子）
- おまけの小林クン シリーズ（小林吹雪）
- 風の聖痕 ラジオドラマ版（神凪煉）
- 学園天国パラドキシア（Q子）
- 機動戦士ガンダムSEED DESTINYシリーズ
  - SUIT CD vol.9 ATHRUN ZALA × ∞JUSTICE GUNDAM・SUIT MINI DRAMA 姉妹（メイリン・ホーク）
  - HDリマスターBD-BOX特典ドラマCD「OMAKE quarters」
    - Vol.2 選んじゃった未来（ウィリアム・グラディス）
    - Vol.4 オーブの夜にサイドF（メイリン・ホーク）
- 絢爛舞踏祭 ザ・マーズ・デイブレイク ゴージャス・キャラクターズ・フェスティバル！（エステル）
- 黒子のバスケシリーズ （桃井さつき） 
  - DRAMA THEATER 2nd GAMES「それがボクたちのバスケです」
  - DRAMA THEATER 3rd GAMES「すれ違っているかもしれません」
- 黒執事 初代ドラマCD版（メイリン）
- コードギアス 反逆のルルーシュ Sound Episode シリーズ（シャーリー・フェネット）
- 執事様のお気に入りシリーズ（氷村良[189][190][191]）- 8作品
  - vol.1 - 4
  - プレミアム★ドラマCD
  - ゴージャス★ドラマCD
  - 別冊花とゆめ2015年11月号付録
  - コミックス第21巻ドラマCD付初回限定版
- 少年陰陽師 風音篇（風音）
- CYNTHIA THE MISSION（久我阿頼耶）
- 西洋骨董洋菓子店（伊東、楓子）
- SOUND DRAMA 絶対調律士NoA Vol.1・2（東優希）
- The Epic of Zektbach 〜Blind Justice〜（エレオノーラ）
- ソード・ワールド・へっぽこーず（マウナ・ガジュマ）
- その向こうの向こう側（ローズノーズ）
- チェブラーシカ（チェブラーシカ[192]）
- 長州ファイブ 上・下巻（エミリー）
- dear シリーズ（小桃・サクライ）
  - dear 【ディア】
  - dear 〜ディア〜 A story of the next day
- ティンクルセイバーNOVA（京月葵）
- テイルズ オブ エターニアLabyrinth 〜forget-me-not〜 下巻（シェール）
- デジモンテイマーズ Days-愛情と非日常（牧野留姫）
- デビルメイクライシリーズ（レディ）
- ドルアーガの塔 〜the spoon of URUK〜（カーヤ）
- ドルアーガの塔 〜the fork of URUK〜（カーヤ）
- ニニンがシノブ伝（不知火楓）
- 鋼の錬金術師 天上の宝冠（アンゼロット・エルランド）
- ぱにぽにシリーズ（片桐姫子）
  - vol.1 - 3
  - セカンドシーズンvol.1・3
- ぱにぽにだっしゅ! vol.1 - 2（片桐姫子）
- はやて×ブレード（月島みのり）
- ひぐらしのなく頃に（知恵留美子）
- ペルソナ3 キャラクタードラマCD Vol.1（大橋舞子）
- 僕の初恋をキミに捧ぐ（種田繭）
  - Drama CD
  - Sho-comi 6号付録
- 本好きの下剋上〜司書になるためには手段を選んでいられません〜 ドラマCD8・10（エーファ）
- ポーの一族 第5巻（エディス）
- マーベラス・ツインズ（張菁）
- メタルスレイダーグローリー（キャティ・ヴィトレイ）
- めるぷり メルヘン☆プリンス（星名愛理）
- ラストランカー 旅立ちの決意（ハル）
- Landreaall CRESCENDO MARION（マリオン）
- リストランテ・パラディーゾ Drama CD Vol.1（ニコレッタ）
- WORKING!!（小鳥遊泉）
- World's end（セレス・アクエリアス）

### 吹き替え

#### 担当女優
チョ・ヨジョン
- パラサイト 半地下の家族（ヨギョン）※ソフト版
- 海雲台の恋人たち（コ・ソラ）
- ロマンスが必要（ソヌ・イニョン）

ヴァネッサ・ハジェンズ
- クリスマスナイト 〜恋に落ちた騎士〜（ブルック）
- ハイスクール・ミュージカルシリーズ（ガブリエラ・モンテス）
  - ハイスクール・ミュージカル
  - ハイスクール・ミュージカル2
  - ハイスクール・ミュージカル/ザ・ムービー

#### 映画
- アクシデンタル・スパイ
- アメリカン・グラフィティ（サンダーバードの女〈スザンヌ・ソマーズ〉）※BD版
- アメリカン・ヒストリーX
- 愛しのサガジ（ヒョンジュ）
- ヴェノム/毒蛇男の恐怖（レイチェル〈ローラ・ラムジー〉）
- ガールズ・ルール! 100%おんなのこ主義（アビー〈レイチェル・リー・クック〉）
- シーズ・オール・ザット（レイニー〈レイチェル・リー・クック〉）
- 軍鶏-Shamo-（成嶋夏美〈ペイ・ペイ〉）
- ジャンパー（ソフィ〈クリステン・スチュワート〉）※劇場公開版
- チーター・ガールズ3 in インド
- ニコラスの贈りもの（エレノア〈ハリー・ケイト・アイゼンバーグ〉）
- ホーム・アローン3（モリー〈スカーレット・ヨハンソン〉）※フジテレビ版
- 未来少女ゼノン ようこそ宇宙ステーションへ!（ゼノン・カー〈キルステン・ストームズ〉）
- ロマンチック・アイランド（スジン〈イ・スギョン〉[195]）

#### ドラマ
- イタズラなKiss〜惡作劇之吻〜（沙穂子）
- CSI:3 科学捜査班 #12（ノーラ・イーストン〈エヴァン・レイチェル・ウッド〉）

#### アニメ
- ジャングル・シャッフル（サーシャ〈声：ジェシカ・ディシコ〉）
- スター・ウォーズ 反乱者たち（ゴールド2[要出典]）
- Devil May Cry（レディ[196]）
- スヌーピーと幸せのブランケット（サリー・ブラウン）
- バービーとペガサスの魔法（ブリエッタ〈声：ラライニア・リンドベルグ〉）

### 特撮
- 未来戦隊タイムレンジャー（2000年 - 2001年、タイムロボターの声）
- 未来戦隊タイムレンジャースーパービデオ最強ヒーロー全ひみつ（タイムロボターの声）
- ウルトラマンアーク（2024年、インターネット・カネゴンの声）

### 人形劇
- フックブックロー（2011年 - 2018年、野辺留しおり）
- ファンターネ!（2022年4月4日 - 、やころ[197]、あーぷん[198]、ナレーター、ひらめっQ、ポポちゃん、カラスのララ 他）
- オノマトペロディ（2025年、ポクポク[199][200]）

### テレビ番組
- みたてるふぉーぜ（2023年 - 、さー）※不定期

### 実写
- AX情報局（アニマックス）
- BLEACH SOUL SONIC 2005 "夏"
- BLEACH SOUL SONIC 2006 "夏祭" 第一章
- アニメBLEACH緊急SP（テレビ東京、2007年9月17日）
- Fumiko Orikasa First live tour 2005 "Flower"
- 俳協 45th ANNIVERSARY「Party Live!」with HAIKYO VOICE ACTOR ALL STARS
- 徳川慶喜（ゆき）
- あにてれ Presents アニソンぷらす+（テレビ東京）
- 川の光を求めて 〜密着! 長編アニメの舞台裏〜（NHK）

### 舞台
- D・Nプロデュース 「夏唄日記」
- スイートプリキュア♪ ミュージカルショー（南野奏 / キュアリズム 役〈声の出演〉）
- 作者をせかす六人の主人公たち（キャンディ 役）
- AMUSE×PEOPLE PURPLE「ORANGE」（木村優子 役）
- DC×激富「法螺〜a packof lies〜」（霞姫 役、お局 桔梗 役）
- パパ・アイラブユー！(2015)

### ラジオ
- 王立温泉ルリルラ（文化放送 / 終了）
- インターネットラジオ西の善き魔女 Astraea Testament（音泉 / 終了）
- 吸血鬼のおしごと（レレナ・パプリカ・ツォルドルフ）ラジオドラマ
- BLEACH “B” STATION（2005年4月・2006年4月・2007年4月のマンスリーパーソナリティー）
- 山田太郎ものがたり（中井正美）
- R＊L ラジオシアター 〜8畳より愛をこめて（文化放送 / 終了）
- 塔聴!!ドルアーガ（音泉 / 2008年7月 - 2009年4月）

### ナレーション・音声ガイド
- 『大エルミタージュ美術館展』（2017年3月18日 - 6月18日、森アーツセンターギャラリー） - チェブラーシカ・ガイド[201]
- テレビ東京『みんなのスポーツ』『Human Action』ナレーション（2022年4月9日〜）[202]

### その他コンテンツ
- 東京ディズニーシー『センター・オブ・ジ・アース』（2017年、アナウンス）
- オーディオドラマ『グランブルーファンタジー OTOCA「氷炎牆に鬩ぐ」』（2017年、ヘルツェロイデ[149]）
- ムーミンバレーパーク・エンマの劇場「勇気を知った少女〜ムーミン谷の仲間たちより〜」（2020年3月14日 - 2021年3月10日、トゥーティッキ[203]）
- あたしンちムービーコミック（2021年、立花みかん[204]）
- ターミナル通信 SPECIAL-PHASE 〜機動戦士ガンダムSEEDシリーズ グランプリ2024最終結果発表特番〜（2024年、メイリン・ホーク[205]）

## ディスコグラフィ

### シングル
| 枚  | 発売日        | タイトル      | 規格品番  | オリコン 最高位 |
| --- | ------------- | ------------- | --------- | --------------- |
| 1st | 2003年11月6日 | 輪廻の果てに… | PICA-0028 | 67位            |
| 2nd | 2006年5月24日 | Sweetie       | GNCA-0030 | 109位           |

### アルバム
| 枚  | 発売日         | タイトル     | 規格品番   | 規格品番  | オリコン 最高位 |
| 枚  | 発売日         | タイトル     | 初回限定盤 | 通常盤    | オリコン 最高位 |
| --- | -------------- | ------------ | ---------- | --------- | --------------- |
| 1st | 2004年1月21日  | Lune         | GNCA-1011  | GNCA-1012 | 66位            |
| 2nd | 2005年9月14日  | Flower       | GNCA-1056  | GNCA-1057 | 64位            |
| 3rd | 2007年12月21日 | うららかeasy | -          | GNCA-1152 | 248位           |
| 4th | 2009年3月25日  | Serendipity  | -          | GNCA-1216 | 211位           |

### タイアップ曲
| 楽曲           | タイアップ                                                 | 時期   |
| -------------- | ---------------------------------------------------------- | ------ |
| 輪廻の果てに…  | テレビアニメ『真月譚 月姫』エンディングテーマ              | 2003年 |
| 星めぐり       | アニメ情報番組『アニメTV』エンディングテーマ               | 2004年 |
| Flower         | アニメ情報番組『アニメTV』エンディングテーマ               | 2005年 |
| クラス・メイト | テレビアニメ『苺ましまろ』エンディングテーマ               | 2005年 |
| Sweetie        | テレビアニメ『アニマル横町』後期エンディングテーマ         | 2006年 |
| 心の輝き       | テレビアニメ『メイプルストーリー』エンディングテーマ       | 2007年 |
| 夕待ちの風     | OVA『苺ましまろ』エンディングテーマ                        | 2007年 |
| ボクノリズム   | テレビアニメ『メイプルストーリー』第25話エンディングテーマ | 2008年 |
| ずっと、ずっと | OVA『苺ましまろ encore』エンディングテーマ                 | 2009年 |

### キャラクターソング等
2000年
- TRUST（メイア、11月29日、ZMCZ-1137）
  - いくとせはるか（ディータ〈かかずゆみ〉、ジュラ〈浅川悠〉、メイア〈折笠富美子〉、パルフェ〈豊口めぐみ〉）

2001年
- Brave story（牧野留姫、5月23日、NECM-12007）
  - 3 Primary Colors（テイマーズ）

- デジモンテイマーズ ベストテイマーズ 2 牧野留姫&レナモン（牧野留姫、8月1日、NECM-13017）
  - Moon Fighter
  - Last Piece-強くなりたくて-（牧野留姫〈折笠富美子〉＆レナモン〈今井由香〉）

- ヴァンドレッド ヴォーカルコレクション Girl's Serenade（メイア、9月5日、MMCC-4020）
  - Moon Light Lullaby

- JUSTICE（メイア、11月29日、ZMCZ-1374）
  - SPACY SPICY LOVE（メジェール・パイレーツ〈かかずゆみ、折笠富美子、浅川悠、豊口めぐみ、京田尚子、沢海陽子、根谷美智子、浅野まゆみ、大原さやか、石毛佐和〉）

- デジモンテイマーズ クリスマスイリュージョン（牧野留姫、11月7日、NECA-30050）
  - サンタモンを探せ!!（テイマーズ）

- フィギュア17 つばさ&ヒカル イメージアルバム（ヒカル、11月29日、LACA-5061）
  - Fairy Dance

- ヴァンドレッド the second stage ボーカル&オリジナル・サウンドトラック（メイア、11月29日、ZMCZ-1374）
  - SPACY SPICY LOVE：セリフ入りヴァージョン（メジェール・パイレーツ〈かかずゆみ、折笠富美子、浅川悠、豊口めぐみ、京田尚子、沢海陽子、根谷美智子、浅野まゆみ、大原さやか、石毛佐和〉）

2002年
- デジモンガールズフェスティバル（牧野留姫、2月6日、NECA-30058）
  - My Style

- デジモンテイマーズ シングルベストパレード（牧野留姫、4月3日、NECA-30070）
  - 夕陽の約束

- デジモンテイマーズ 暴走デジモン特急 オリジナル サウンドトラック（牧野留姫、7月3日、NECA-30063）
  - 夕陽の約束(BDT Size)

- 来て来てあたしンち（みかん、7月24日、KICM-3034）
- ちょびっツ キャラクターソング・コレクション（柚姫、8月7日、VICL-60904）
  - ビヨンド（国分寺稔〈桑島法子〉＆柚姫〈折笠富美子〉）

- キン肉マンII世 歌と音楽集 キャラクターソングと映画の激伴!!（10月2日、NECA-30068）
  - Go, My Boy!〜凛子ちゃんとたまきちゃんと惠子ちゃんのテーマ〜（凛子〈折笠富美子〉、たまき〈木内レイコ〉、惠子〈野中藍〉）

- VANDREAD VOCAL COLLECTION ALBUM（メイア、10月25日、ZMBZ-1479）
  - PROOF（メジェール・パイレーツ〈かかずゆみ、折笠冨美子、浅川悠、根谷美智子、浅野まゆみ、豊口めぐみ、石毛佐和、大原さやか、沢海陽子、京田尚子、菊池志穂、増田ゆき、若林直美、有島モユ〉）

- えがおのてんさい（ベス、11月7日、PICA-0023）
- デジモンミュージック100タイトル記念作品 We Love DiGiMONMUSiC（牧野留姫、12月25日、NECA-70008）
- My Tomorrow（牧野留姫〈折笠富美子〉、レナモン〈今井由香〉、加藤樹莉〈浅田葉子〉、レオモン〈平田広明〉、李小春〈永野愛〉、ロップモン〈多田葵〉、クルモン〈金田朋子〉）

2003年
- ぷちぷり*ユーシィ オリジナル・サウンドトラック（ベス、1月24日、PICA-1262）
  - えがおのてんさい TV-SIZE（ぷちぷりーず〈山本麻里安、松岡由貴、福井裕佳梨、川澄綾子、折笠富美子〉）

- ストラトス・フォー キャラクターソングアルバム beyond the stratosphere（菊原香鈴、3月21日、COCX-32152）
  - 淋しいままで

- ぷちぷり*ユーシィ Magic Square 2（ベス、11月7日、PICA-0023）
  - BY MYSELF
  - ともだちでライバル（ぷちぷりーず〈山本麻里安、松岡由貴、福井裕佳梨、川澄綾子、折笠富美子〉）

- World's end キャラクターミニアルバム Never Ending Fantasia（セレス・アクエリアス、[6月6日]、MMCC-4042）
  - つぼみ
  - 魔法の風景（ルナ・パトラクシェ〈野川さくら〉、カーマイン・ロードナイト〈千葉紗子〉、ネロ・ベルーティノ〈清水愛〉、セレス・アクエリアス〈折笠富美子〉）

- 金色のガッシュベル!! キャラクターソングシリーズ LEVEL.2シェリー&ブラゴ（シェリー、6月25日、NECA-13037）
  - Destiny 〜あの日に帰ろう〜
  - 黒い叫び（シェリー〈折笠富美子〉＆ブラゴ〈小嶋一成〉）

- True Love Story Summer Days, and yet...プレキャラクターシリーズ Vol.6 向井弥子（向井弥子、7月2日、SCDC-00270）
  - Just a girl

- 最終兵器彼女 Special Edition 地球（ほし）の果て（ちせ、7月2日、TOCX-2407）
  - 地球（ほし）の果て-Vocal Version

- 宇宙のステルヴィア キャラクターソングアルバム 宇宙学園ステルヴィア校 大歌謡祭（藤沢やよい、7月24日、KICA-610）
  - 宇宙学園ステルヴィア校 校歌[予科生のみなさん（片瀬志麻〈野中藍〉、音山光太〈水島大宙〉、アリサ・グレンノース〈松岡由貴〉、藤沢やよい〈折笠富美子〉、栢山晶〈田中理恵〉、ピエール・タキダ〈上田祐司〉、ジョイ・ジョーンズ〈陶山章央〉、小田原大〈斎賀みつき〉、風祭りんな〈広橋涼〉）]
  - 君にめぐりあえたから（藤沢やよい〈折笠富美子〉＆栢山晶〈田中理恵〉）

- 明日のナージャ Music Boxシリーズ the Song arround the world（シルヴィー、7月24日、MJCG-80129）
- 明日のナージャ 音的挿話シリーズその(1)「勝手にナージャ」（シルヴィー、10月22日、MJCG-80136）
  - ダンデライオンのテーマ（さようならver.）（ナージャ〈小清水亜美〉＆ダンデライオン一座〈木内レイコ、折笠富美子、岸尾大輔、山崎たくみ、京田尚子、一条和矢〉）

- True Love Story Summer Days, and yet... ボーカルコレクション（向井弥子、11月6日、SCDC-00296）
  - Just a girl
  - さよならのまがりかど（ショートバージョン）（楠瀬緋菜〈桑谷夏子〉、桐屋里未〈笹島かほる〉、篠坂唯子〈松来未祐〉、神谷菜由〈松岡由貴〉、有森瞳美〈かかずゆみ〉、向井弥子〈折笠富美子〉）

- 真月譚 月姫 オリジナルサウンドトラック 1 Moonlit archives（12月10日、PICA-1293）
  - 輪廻の果てに…(ON AIR Ver.)

2004年
- 王立温泉ルリルラCD!（イズルハ、1月21日、KICA-1323）
  - nameless songs（フィルハモニカ〈榎本温子〉、クロム〈かかずゆみ〉、イズルハ〈折笠富美子〉）
  - 歌えないうた

- カレイドスター キャラクターヴォーカルアルバム 〜みんなの すごい キャラソン〜（マリオン、2月4日、KICA-629）
  - M&J（マリオン〈折笠富美子〉＆ジョナサン〈小桜エツ子〉）

- True Love Story Special Song Box（向井弥子、2月18日、SCDC-00334）
  - Just a girl

- 金色のガッシュベル!! Collection of Golden Songs（シェリー、3月24日、NECA-30103）
  - Destiny 〜あの日に帰ろう〜

- OVA[True Love Story Summer Days,and yet…」サウンドトラック
  - さよならのまがりかど（楠瀬緋菜〈桑谷夏子〉、桐屋里未〈笹島かほる〉、篠坂唯子〈松来未祐〉、神谷菜由〈松岡由貴〉、有森瞳美〈かかずゆみ〉、向井弥子〈折笠富美子〉）

- シンフォニックレインボーカルアルバムRAINBOW（リセ、5月26日、KICA-642）
- 恋風 サウンドトラック（éf、7月23日、GNCA-1013）
  - 恋風

- 犬夜叉 紅蓮の蓬莱島 音楽篇（浅葱、12月22日、AVCA-22160）
  - 魂送りの歌

- 金色のガッシュベル!! キャラクターソングデュエットシリーズ LEVEL.2（シェリー、12月22日、NECA-13041）
  - Faith（シェリー〈折笠富美子〉＆ココ〈西村ちなみ〉）

2005年
- 金色のガッシュベル!! Collection of Golden Songs 2（シェリー、2月23日、NECA-30126）
  - 白い鳥、黒い鳥

- 苺ましまろ Chara-CD 4「美羽」（美羽、6月8日、GNCA-0012）
  - おさんぽ協奏曲
  - おさんぽ協奏曲(PARFAIT MIX)

- BLEACH BEAT COLLECTION -ICHIGO KUROSAKI-（朽木ルキア、6月22日、SVWC-7264）
- BLEACH BEAT COLLECTION -RENJI ABARAI-（朽木ルキア、7月20日、SVWC-7267）
- いちごコンプリート（美羽、7月27日、GNCA-0013）
  - いちごコンプリート（千佳〈千葉紗子〉、美羽〈折笠富美子〉、茉莉〈川澄綾子〉、アナ〈能登麻美子〉）
  - いちごコンプリート(jelly mix)（千佳〈千葉紗子〉、美羽〈折笠富美子〉、茉莉〈川澄綾子〉、アナ〈能登麻美子〉）

- 苺ましまろ Toy-CD 1（美羽、8月24日、GNCA-1036）
  - ばってん と まる（千佳〈千葉紗子〉、美羽〈折笠富美子〉、茉莉〈川澄綾子〉、アナ〈能登麻美子〉）

- 「ぱにぽにだっしゅ!」OPテーマ第1弾（7月・8月）黄色いバカンス桃月学園1年C組feat.片桐姫子&橘玲（片桐姫子、8月24日、KICM-3112）
- 苺ましまろ オリジナルサウンドトラック（美羽、9月22日、GNCA-1035）
  - いちごコンプリート（TVサイズ）（千佳〈千葉紗子〉、美羽〈折笠富美子〉、茉莉〈川澄綾子〉、アナ〈能登麻美子〉）
  - クラス・メイト（TVサイズ）

- 「ぱにぽにだっしゅ!」OPテーマ第2弾（9月・10月）ルーレット☆ルーレット桃月学園1年C組feat.一条さん&桃瀬くるみ（片桐姫子、9月22日、KICM-3113）
- 苺ましまろ Toy-CD 2（松岡美羽、10月26日、GNCA-1037）
  - 美少女が多すぎる!（松岡美羽〈折笠富美子〉、アナ・コッポラ〈能登麻美子〉）
  - でっかい者の歌合唱集（伊藤伸恵〈生天目仁美〉、伊藤千佳〈千葉紗子〉、松岡美羽〈折笠富美子〉、桜木茉莉〈川澄綾子〉、アナ・コッポラ〈能登麻美子〉、5-2担任〈近藤孝行〉、笹塚くん〈皆川純子〉）

- 「ぱにぽにだっしゅ!」OPテーマ第3弾（11月・12月）少女Q桃月学園1年C組fert.上原都子&6号さん（片桐姫子、11月23日、KICM-3114）
- BLEACH “B” STATION VOL.1（朽木ルキア、11月23日、SVWC-7298）
- Let's Go! あたしンち（みかん、12月21日、COCC-15819）
  - Let's Go! あたしンち[ザ・タチバナーズ（母〈渡辺久美子〉、みかん〈折笠富美子〉、ユズヒコ〈阪口大助〉、父〈緒方賢一〉）]

- ぱにぽにだっしゅ! 学園祭（ガクエンフェスティバル）（片桐姫子、12月28日、KICA-756）

2006年
- 機動戦士ガンダム SEED DESTINY SUIT CD9 ATHRUN×∞JUSTICE GUNDAM（メイリン、1月25日、VICL-61614）
  - Please[プリーズ（ミリアリア〈豊口めぐみ〉＆メイリン〈折笠富美子〉）]

- 俳協 45th ANNIVERSARY（2月11日、HK-100）
  - このままでいさせて（アマリリス〈大原さやか、折笠富美子、佐藤利奈、中川亜紀子、夏樹リオ、皆川純子、村井かずさ〉）
  - 「ありがと。」（HAIKYO VOICE ACTOR ALL STARS〈大原さやか、折笠富美子、岸尾大輔、近藤孝行、佐藤利奈、諏訪部順一、浪川大輔、皆川純子〉）

- ぱにぽにだっしゅ! 歌のザ・ベストテン（片桐姫子、2月22日）
- 苺ましまろ キャラクターソングアルバム（美羽、3月29日、GNCA-1082）
  - いちごコンプリート（千佳〈千葉紗子〉、美羽〈折笠富美子〉、茉莉〈川澄綾子〉、アナ〈能登麻美子〉）
  - お家に帰ろ（千佳（千葉紗子）、美羽（折笠富美子）、茉莉（川澄綾子）、アナ〈能登麻美子〉、伸恵〈生天目仁美〉）

- アニ横 バラエティCD3〜どき☆どきDJの巻〜（7月21日、GNCA-1065）
  - Sweetie（TVサイズ）

- BLEACH BEAT COLLECTION 2nd SESSION：05 朽木ルキア&井上織姫（朽木ルキア、12月20日、SVWC-7430）

2007年
- BLEACH “B” STATION SECOND SEASON VOL.1（朽木ルキア、2月7日、SVWC-7441）
- 苺ましまろ OVA Sweet-CD 1（美羽、2月23日、GNCA-1118）
  - あっかん berry berry（伸恵〈生天目仁美〉、千佳〈千葉紗子〉、美羽〈折笠富美子〉、茉莉〈川澄綾子〉、アナ〈能登麻美子〉）
  - ひぃ・ふぅ・みぃ

- BLEACH BEAT COLLECTION THE BEST 1（朽木ルキア、3月21日、SVWC-7458〜7459）
- コードギアス 反逆のルルーシュ Sound Episode 3（シャーリー、7月1日、VICL-62363）
- 苺ましまろ OVA Sweet-CD 2（美羽、4月25日、GNCA-1119）
  - 夕待ちの風（ショートサイズ）

- コードギアス 反逆のルルーシュ Sound Episode 3（シャーリー、6月27日、VICL-62363）
- 機動戦士ガンダムSEED〜SEED DESTINY THE BRIDGE（メイリン、11月22日、VICL-62051）
  - Please[プリーズ（ミリアリア〈豊口めぐみ〉＆メイリン〈折笠富美子〉）]

2008年
- THE GREATEST VIVA-GIRL'S（4月9日、YOUTH-042）
  - 人生は絵の具のパック
  - あいにきて I・NEED・YOU!（VIVA-GIRL'S）

- BLEACH “B” STATION THIRD SEASON VOL.1（朽木ルキア、4月23日、SVWC-7545）
- BLEACH BEAT COLLECTION 4th SESSION：01 朽木白哉&朽木ルキア（朽木ルキア、5月21日、SVWC-7549）
- Comic Market 74 Limited CD「ひぐらしのなく頃に解」（知恵留美子、8月15日、COOL-0002）
  - ひぐらしのなく頃に解 Character CD〜入江たちの逆襲〜スペシャルメドレー

- ひぐらしのなく頃に解 Character CD〜入江たちの逆襲〜（知恵留美子、8月15日、FCCM-0241）
- スッピンロック（上下山虎子、11月19日、QWCT-10024〜5）
- BLEACH BEAT COLLECTION 4th SESSION：04 黒崎一護&朽木ルキア（朽木ルキア、12月17日、SVWC-7594）
- 苺すぷらっしゅ（美羽、12月25日、GNCA-0130）
  - 苺すぷらっしゅ（伸恵〈生天目仁美〉、千佳〈千葉紗子〉、美羽〈折笠富美子〉、茉莉〈川澄綾子〉、アナ〈能登麻美子〉）
  - ずっと、ずっと（OVAサイズ）（折笠富美子）
  - あっかん berry berry（伸恵〈生天目仁美〉、千佳〈千葉紗子〉、美羽〈折笠富美子〉、茉莉〈川澄綾子〉、アナ〈能登麻美子〉）
  - いちごコンプリート（千佳〈千葉紗子〉、美羽〈折笠富美子〉、茉莉〈川澄綾子〉、アナ〈能登麻美子〉）

2009年
- 魔法使いですけど。（カーヤ、1月28日、AVCA-29088）
  - 魔法使いですけど。
  - ひとりごとですから…

- 百歌声爛 -女性声優編III-（3月18日、SVWC-7608）
- BLEACH BEAT COLLECTION THE BEST 2（朽木ルキア、3月18日、SVWC-7617〜7618）
- 「ヒャッコ よろずや事件簿!」オリジナル・サウンドトラックCD（上下山虎子、4月9日、FVGK-0018）
  - 学園生活 虎子バージョン

- コードギアス 反逆のルルーシュ キャラクターソングベスト（シャーリー、7月1日、VTCL-60119）
- コロちゃんパック はっけん たいけん だいすき! しまじろう〜しまじろう&ほたる ファーストコレクション〜（7月15日、COCZ-1082）
  - わたしの すきなもの

- BLEACH BREATHLESS COLLECTION：02 朽木ルキア with 袖白雪（朽木ルキア、10月21日、SVWC-7657）
- スタ☆リミ STARCHILD REMIX COLLECTION（片桐姫子、12月23日、KICA-3108）
  - ルーレット☆ルーレット 一条さんVer. 〜秋葉工房"valle blanco"MIX〜[桃月学園1年C組 feat.一条さん（一条さん〈野中藍〉、片桐姫子〈折笠富美子〉、橘玲〈雪野五月〉、桃瀬くるみ〈植田佳奈〉、上原都〈堀江由衣〉、6号さん〈阪田佳代〉）]

2010年
- Theme of Fullmetal Alchemist by THE ALCHEMISTS（Riza Hawkeye、5月26日、SVWC-7688）
- ブリコン 〜BLEACH CONCEPT COVERS〜（朽木ルキア、12月15日、SVWC-7733）

2011年
- スイートプリキュア♪ ボーカルアルバム1 〜とどけ! 愛と希望のシンフォニー〜（南野奏 / キュアリズム、7月20日、MJSA-01008）
  - たいせつなもの
  - 希望はつづく（北条響 / キュアメロディ〈小清水亜美〉、南野奏 / キュアリズム〈折笠富美子〉）
  - 約束のメロディ（北条響 / キュアメロディ〈小清水亜美〉、南野奏 / キュアリズム〈折笠富美子〉、黒川エレン/キュアビート〈豊口めぐみ〉）

- スイートプリキュア♪ ボーカルアルバム2 〜こころをひとつに〜（南野奏 / キュアリズム、11月30日、MJSA-01033）
  - ファンタスティック・メッセージ
  - 夢の扉（北条響 / キュアメロディ〈小清水亜美〉＆南野奏 / キュアリズム〈折笠富美子〉＆黒川エレン/キュアビート〈豊口めぐみ〉＆調辺アコ / キュアミューズ〈大久保瑠美〉）
  - ONE〜こころをひとつに〜[チーム スイートプリキュア（北条響 / キュアメロディ〈小清水亜美〉、南野奏 / キュアリズム〈折笠富美子〉、黒川エレン / キュアビート〈豊口めぐみ〉、調辺アコ / キュアミューズ〈大久保瑠美〉、ハミィ〈三石琴乃〉、工藤真由、池田彩）]

- SKET DANCE キャラクターソングアルバム “キャラット・ダンス♪”（結城澪呼、12月16日、AVCA-49347）
- ちょっと深呼吸（野辺留しおり、12月7日、WPCL-11009）

2012年
- のんびりいこうよ（野辺留しおり、10月10日 WPCL-11220）

2016年
- TVアニメ「ラクエンロジック」キャラソンアルバム「SONGS & MELODY」（アルテミス、6月8日 LACA-15567）
  - 月に囁くその声で(明日葉学〈水瀬いのり〉＆アルテミス〈折笠富美子〉)

2017年
- ここたまハッピ〜パラダイス! / うたおう♪ここったまーち!（ミシル、4月26日、LACM-14598）
  - うたおう♪ここったまーち!（四葉こころ with ここたま9+ライチ【四葉こころ〈本渡楓〉、ラキたま〈潘めぐみ〉、メロリー〈豊崎愛生〉、おシャキ〈かかずゆみ〉、ゲラチョ〈愛河里花子〉、キラリス〈柚木涼香〉、モグタン〈村瀬迪与〉、サリーヌ〈藤村歩〉、パリーヌ〈白鳥由里〉、ミシル〈折笠富美子〉、ライチ〈七瀬彩夏〉】）